# Kapalin

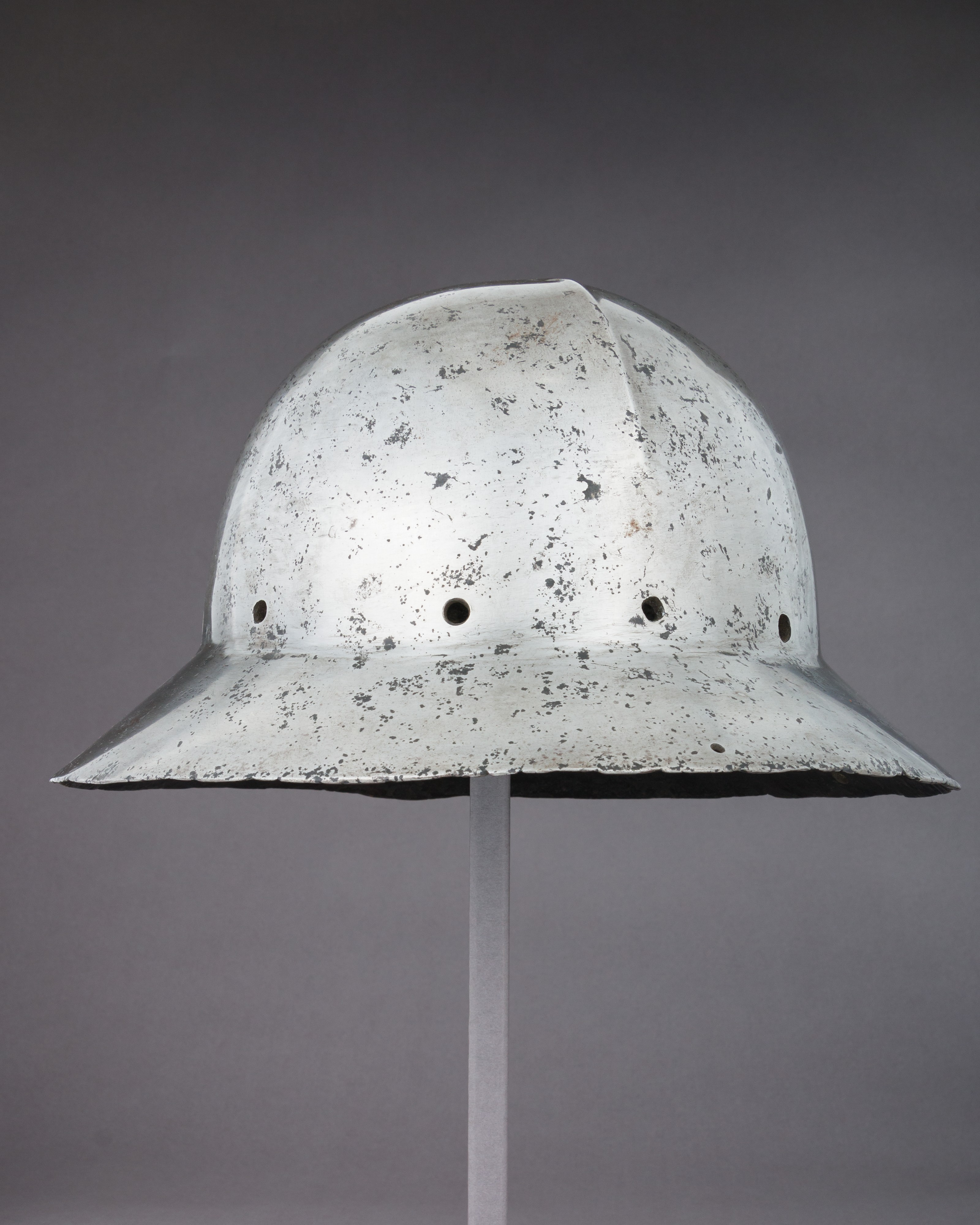
Kapalin, Europa zachodnia XVII w.

Kapalin (staropol. kłobuk, kłobuczek, kupalin) – hełm otwarty o dzwonie otoczonym szerokim, prostym lub nachylonym w dół rondem.

## Historia
Kapaliny były jednymi z najdłużej stosowanych hełmów w historii. Znane były już w starożytności i we wczesnym średniowieczu, jednak największą popularność zdobyły w XIII – XV wieku. W XVI wieku z kapalinu wyewoluował cieszący się dużą popularnością morion, mimo to używano ich jeszcze w XVII wieku.
Ze względu na swoją prostą i tanią konstrukcję wykorzystywane były przede wszystkim przez uboższe warstwy społeczne, walczące głównie w formacjach piechoty. W Polsce w XVI–XVII wieku kapaliny w odmianie husarskiej znajdowały się na wyposażeniu pocztowych.
W 1915 roku Brytyjczyk John L. Brodie opracował wzorowany na kapalinie nowoczesny hełm wojskowy  – hełm Brodie (używany przez wiele państw w czasie I i II wojny światowej).

## Budowa
Kapaliny miały zróżnicowaną budowę, w swojej najpopularniejszej wersji były to hełmy otwarte o kulistym dzwonie otoczonym szerokim rondem co nadawało im wygląd przypominający „kapelusz”. Rondo mogło być proste lub nachylone w dół, nitowane do dzwonu, lub wykuwane wraz z nim z jednego kawałka blachy tworząc razem monolit. Wytwarzano również dzwony o bardziej spiczastym kształcie, niekiedy o żłobkowanej powierzchni lub z granią przebiegająca wzdłuż hełmu. Rondo przybierało również różne stopnie nachylenia i szerokości a w wersjach mocno nachylonych niekiedy wycinano w nich wizurę. W rzadszych przypadkach w kapalinie występował również nosal częściowo osłaniający twarz.

### Przykłady kapalinów

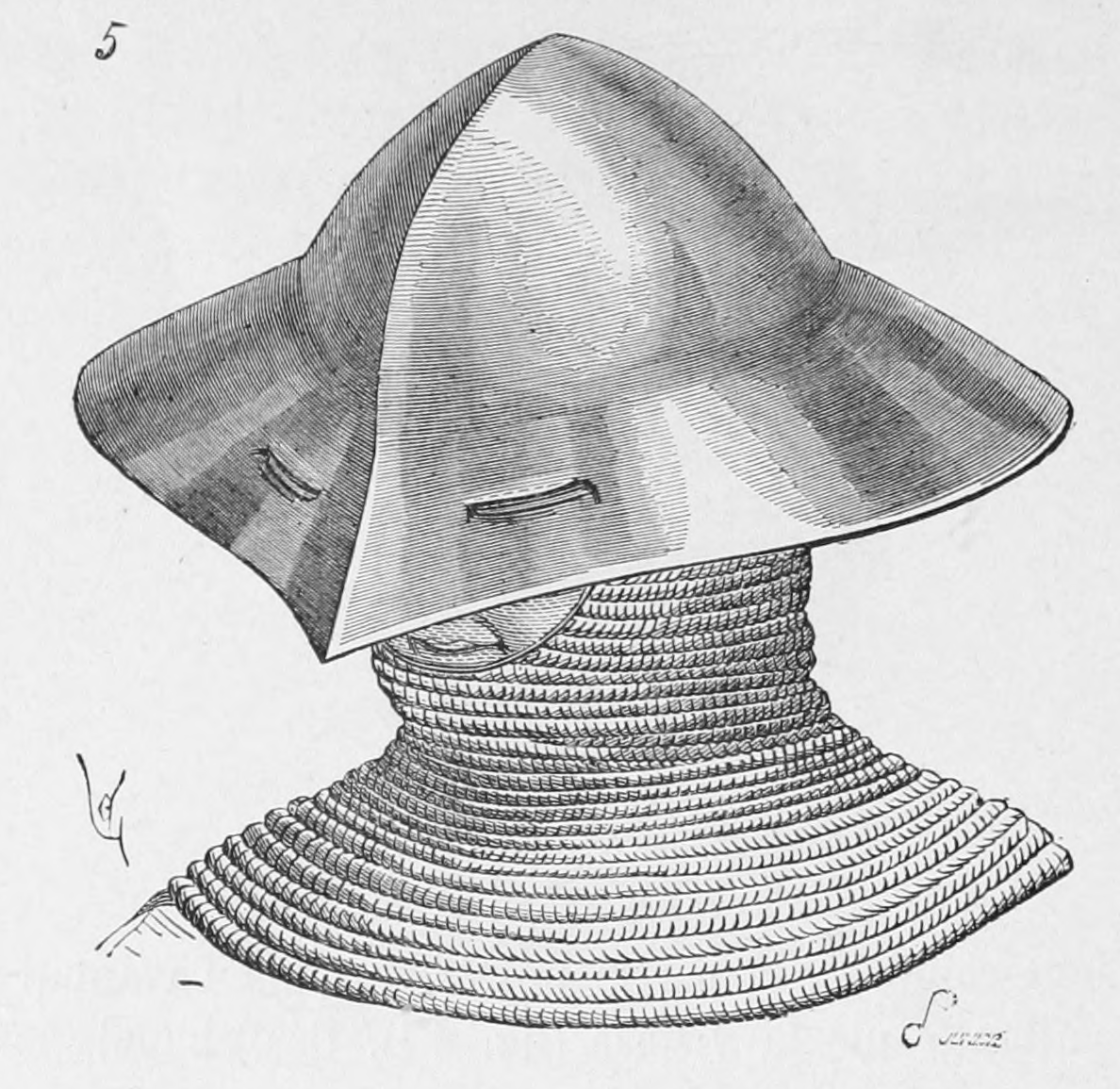
Kapalin ze szparami wzrokowymi w rondzie
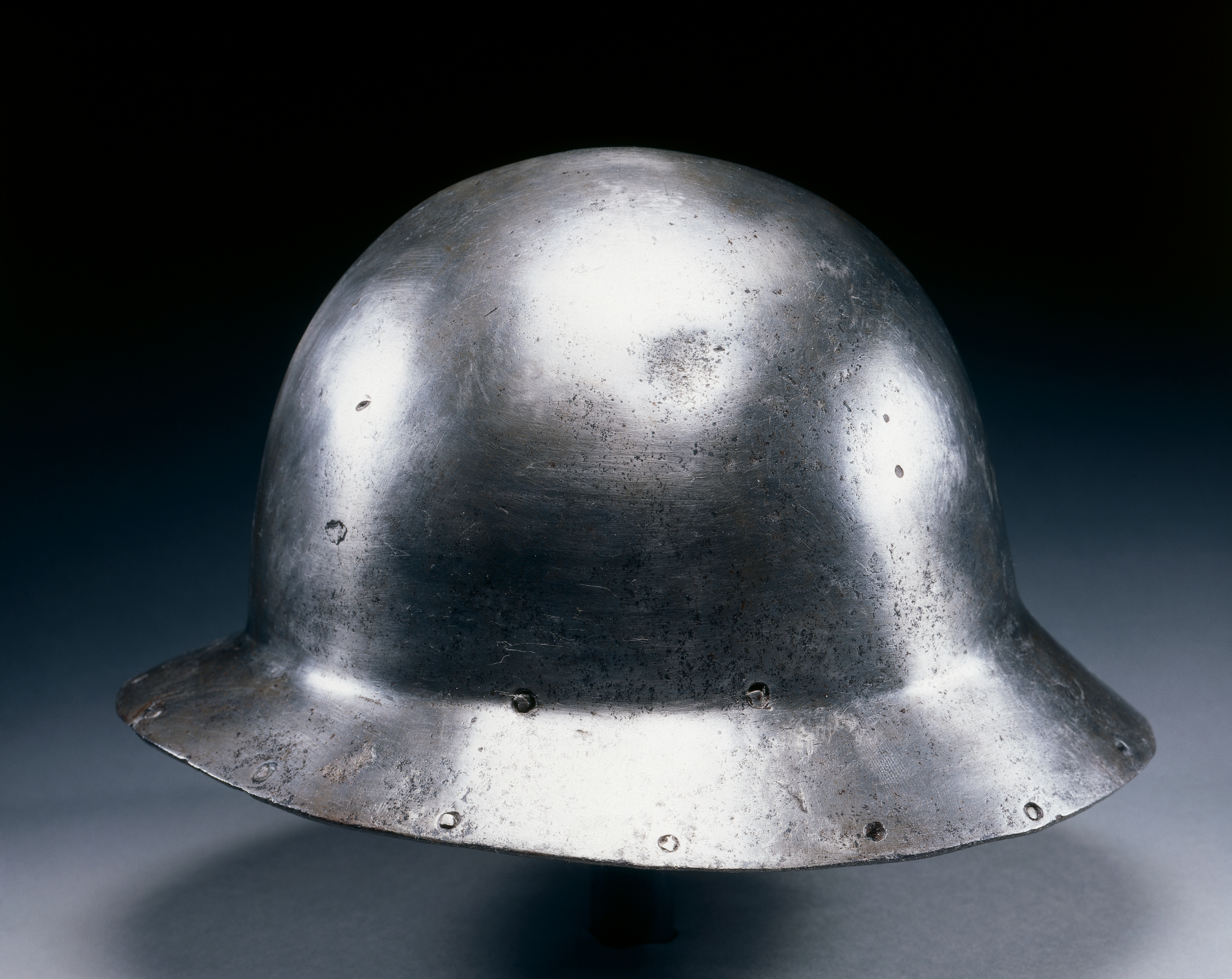
Kapalin włoski, połowa XV w.
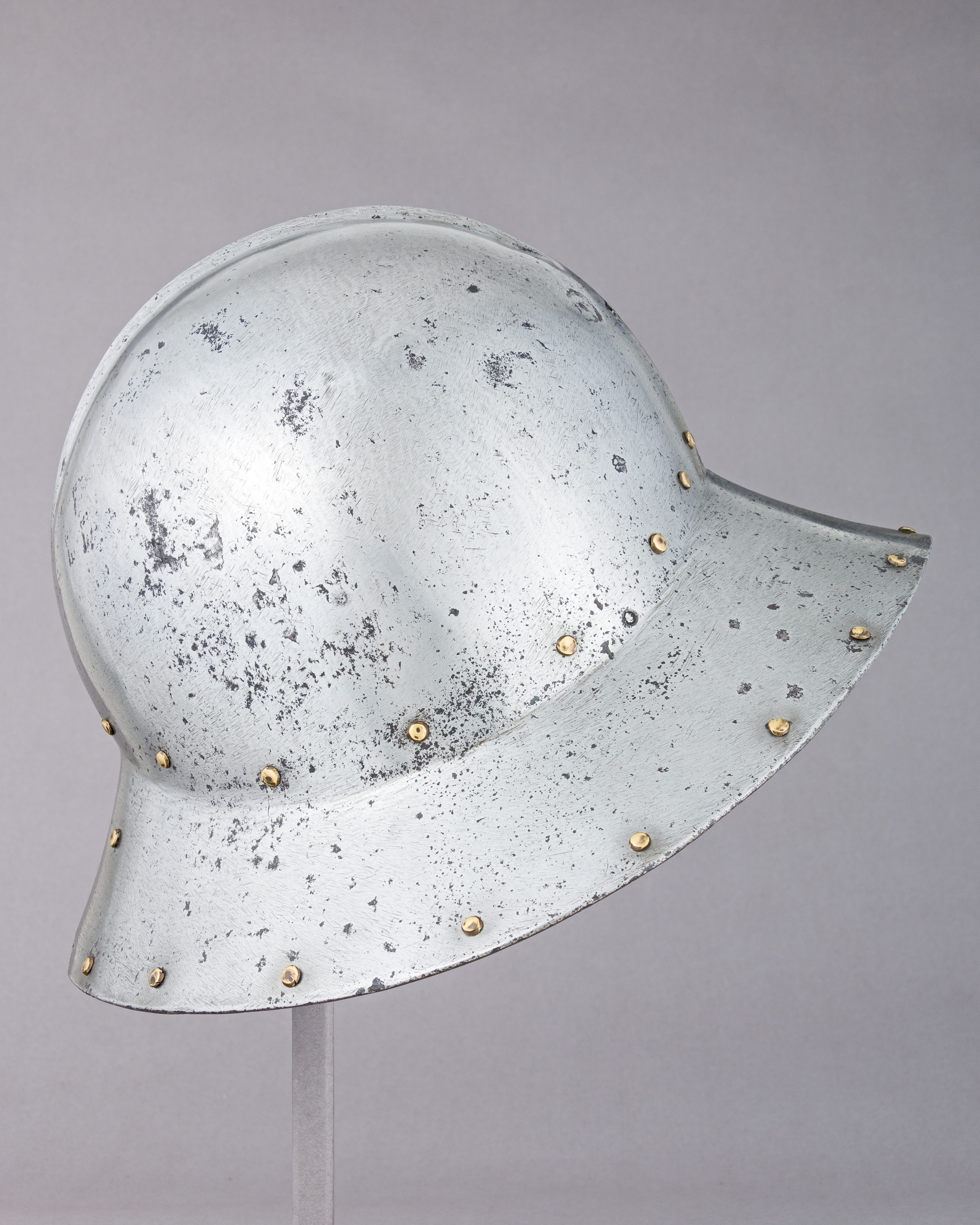
Kapalin hiszpański, XV w.
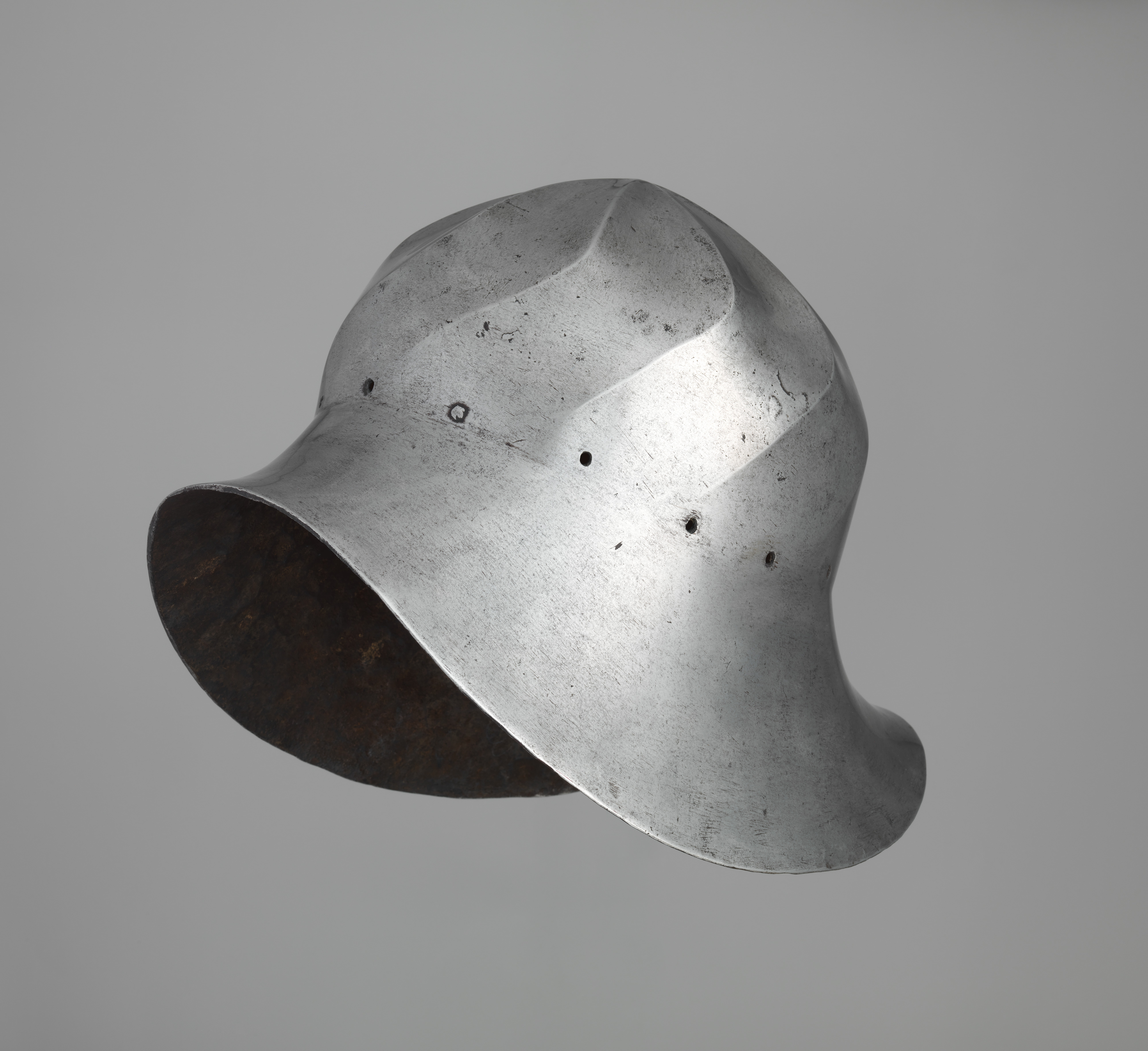
Kapalin burgundzki lub flandryjski, XV w.
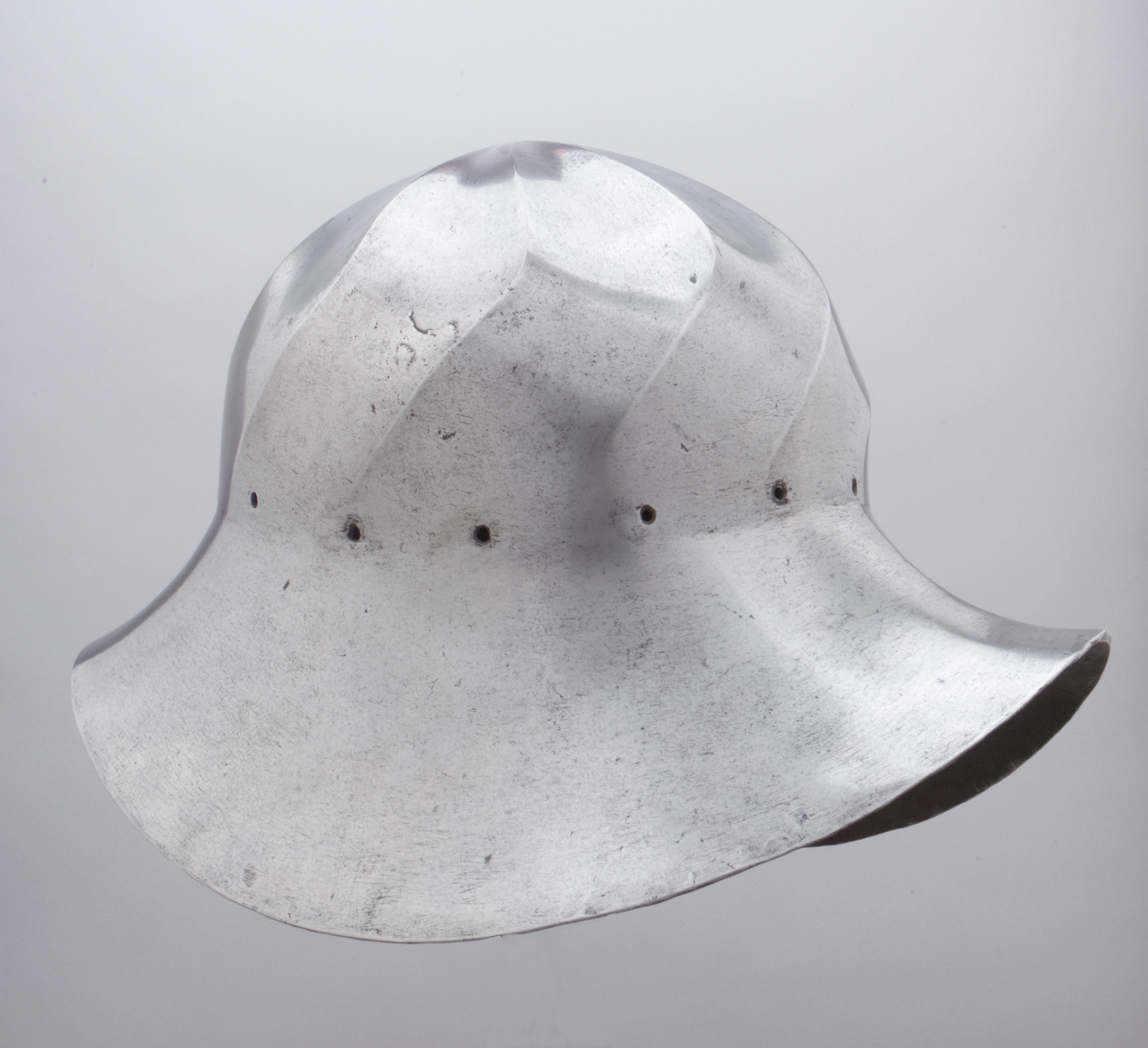
Kapalin burgundzki lub flandryjski, XV w.
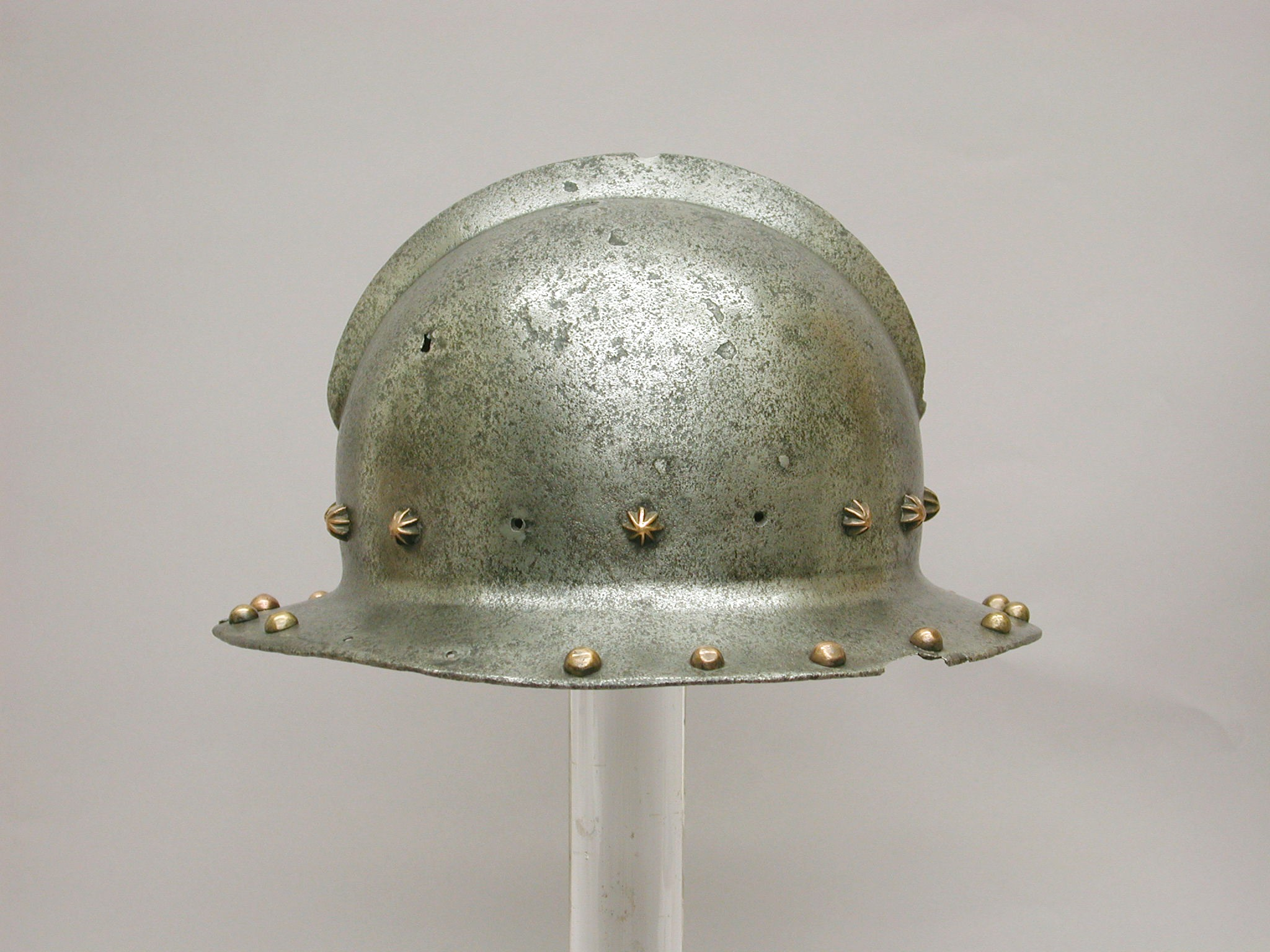
Kapalin włoski, XV-XVI w.
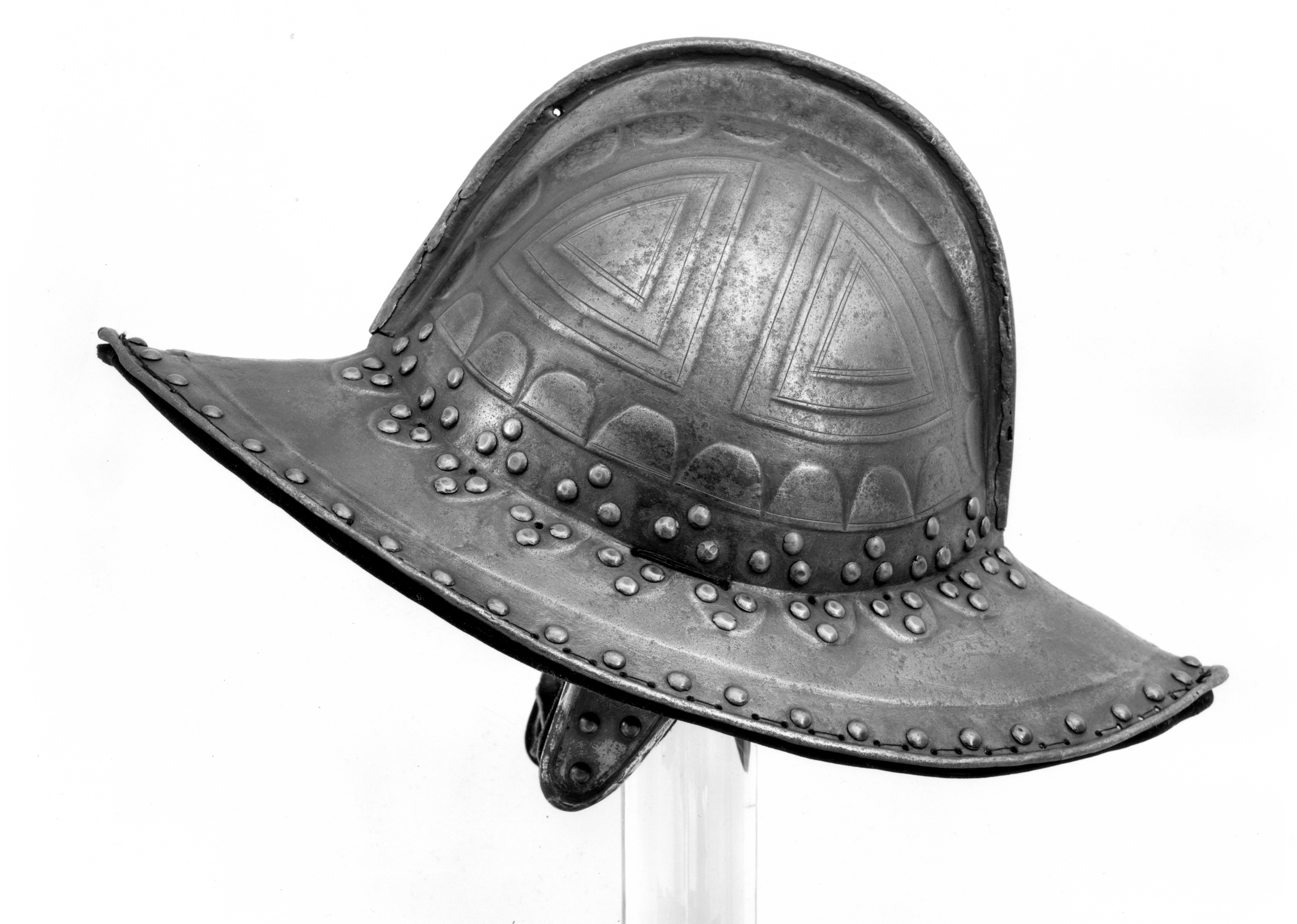
Kapalin angielski, XVII w.
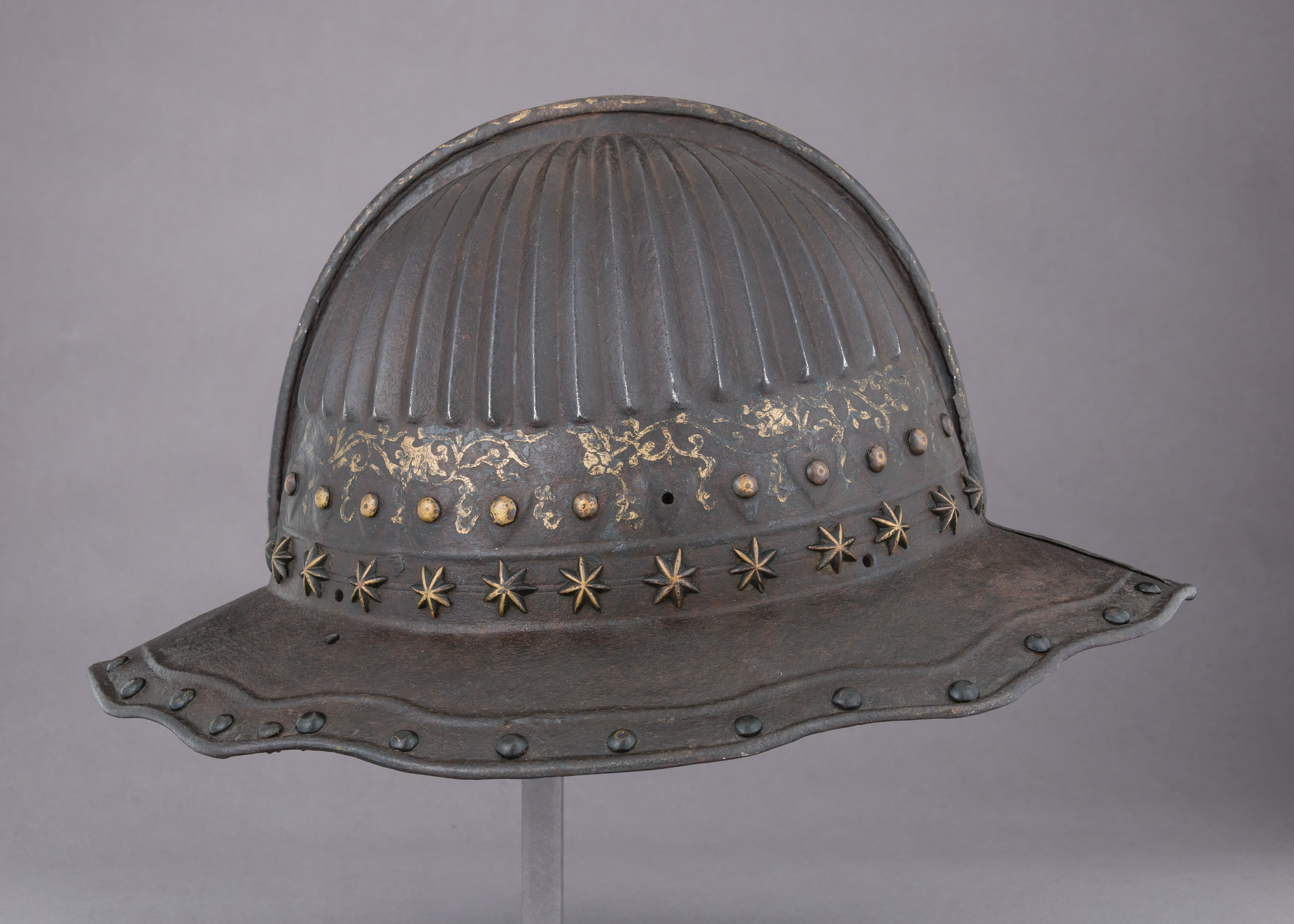
Kapalin holenderski z XVII w., w późniejszym okresie poddany modyfikacjom w Japonii